# Gustavo Martín Garzo
Gustavo Martín Garzo (Valladolid, 13 de febrero de 1948) es un escritor español. Características destacables de su obra son sus referencias a temas mitológicos, bíblicos, leyendas y cuentos tradicionales y su inspiración en el universo femenino.
Licenciado en Filosofía y Letras en la especialidad de Psicología, es fundador de las revistas literarias Un ángel más y El signo del gorrión y ha colaborado con numerosas otras revistas literarias, como  Sibila o Mirlo. Sus artículos se han publicado en los medios periodísticos más importantes del país y participado en múltiples congresos de literatura.

## Vida personal
Está casado con la también escritora Esperanza Ortega y es padre de la escritora Elisa Martín.

## Obra literaria

### Narrativa
- Luz no usada (Consejería de Educación y Cultura, 1986)
- Una tienda junto al agua (Los infolios, 1991)
- El amigo de las mujeres (Caja España, 1991). Premio Emilio Hurtado. Relatos
- El lenguaje de las fuentes (Lumen, 1993). Premio Nacional de Narrativa
- Marea oculta (Lumen, 1993). Premio Miguel Delibes
- La princesa manca (Ave del Paraíso, 1995)
- La vida nueva (Lumen, 1996)
- Los cuadros del naturalista (Alianza, 1997)
- Ña y Bel (Ave del Paraíso, 1997)
- El pequeño heredero (Lumen, 1997)
- Las historias de Marta y Fernando (Destino, 1999). Premio Nadal
- El valle de las gigantas (Destino, 2000)
- La soñadora (Areté-Lumen, 2001)
- Pequeño manual de las madres del mundo (R que R, 2003), reeditado como Todas las madres del mundo (Lumen, 2010). 50 relatos breves
- Los amores imprudentes (Areté-Lumen, 2004)
- Mi querida Eva (Lumen, 2006). Premio Mandarache (2008)
- El cuarto de al lado (Lumen, 2007)
- El jardín dorado (Lumen, 2008)
- La carta cerrada (Lumen, 2009)
- Tan cerca del aire (Plaza & Janés, 2010). Premio de Novela Ciudad de Torrevieja
- Y que se duerma el mar (Lumen, 2012). Esta obra fue finalista del Premio de la Crítica de Castilla y León en 2013.[3]
- La puerta de los pájaros (Impedimenta, 2014). Con ilustraciones de Pablo Auladell
- Donde no estás (Destino, 2014). Obra finalista del Premio de la Crítica de Castilla y León en 2016.[4]
- No hay amor en la muerte (Destino, 2017).[5] Obra finalista del Premio de la Crítica de Castilla y León en 2018.[6]
- La ofrenda (Galaxia Gutenberg, 2018).[7] Novela finalista del Premio de la Crítica de Castilla y León en 2019.[8]
- La rama que no existe (Destino, 2019)[9]

### Narrativa infantil
- Una miga de pan (Siruela, 2000). Finalista del Premio Nacional de Literatura Infantil y Juvenil
- Tres cuentos de hadas (Siruela, 2003). Premio Nacional de Literatura Infantil y Juvenil
- Dulcinea y el caballero dormido (Edelvives, 2005). Álbum ilustrado
- Un regalo del cielo (SM, 2007). Álbum ilustrado
- El pacto del bosque (El jinete azul, 2010). Álbum ilustrado

### Otros
- El pozo del alma (Anaya, 1995)
- El hilo azul (Aguilar, 2001). Recopilación de artículos periodísticos
- El libro de los encargos (Areté-Lumen, 2003)
- La calle del paraíso (El pasaje de las letras, 2006). Recopilación de artículos periodísticos
- Sesión continua (El pasaje de las letras, 2008)
- Los viajes de la cigueña (Imagine Press, 2008). Paseos en bicicleta por los lugares de su infancia. Premio Llanes de Viajes 2008[10]
- Una casa de palabras (2013)

## Libros colectivos
- Participó en Nocturnario (2016), un libro colectivo con collages de Ángel Olgoso en el que 101 escritores hispanoamericanos aportaron un texto para acompañar cada una de las imágenes.[11]

## Premios
- 1991: Premio Emilio Hurtado por El amigo de las mujeres  al mejor libro de relatos
- 1993: Premio Miguel Delibes por Marea oculta
- 1994: Premio Nacional de Narrativa por El lenguaje de las fuentes
- 1999: Premio Nadal por Las historias de Marta y Fernando
- 2004: Premio Nacional de Literatura Infantil y Juvenil por Tres cuentos de hadas
- 2006: Premio Castilla y León de las Letras. A toda una carrera
- 2008: Premio Mandarache por Mi querida Eva
- 2008: Premio Llanes de Viajes 2008 por Los viajes de la cigueña[10]
- 2010: Premio de Novela Ciudad de Torrevieja por Tan cerca del aire[12]